# Mỹ Xuyên
Mỹ Xuyên là một phường thuộc thành phố Cần Thơ, Việt Nam.

## Địa lý
Phường Mỹ Xuyên có vị trí địa lý:
- Phía đông giáp xã Tài Văn
- Phía tây giáp xã Mỹ Hương
- Phía nam giáp các xã Ngọc Tố, Nhu Gia, Thạnh Thới An
- Phía bắc giáp phường Phú Lợi.

Phường Mỹ Xuyên có diện tích 48,34 km², dân số năm 2024 là 51.769 người, mật độ dân số đạt 1.070 người/km².

## Lịch sử
Ngày 20 tháng 9 năm 1975, Bộ Chính trị ban hành Nghị quyết số 245-NQ/TW về việc hợp nhất tỉnh Cần Thơ (ngoại trừ huyện Thốt Nốt), tỉnh Sóc Trăng tỉnh Trà Vinh, tỉnh Vĩnh Long thành một tỉnh, tên gọi tỉnh mới cùng với nơi đặt tỉnh lỵ sẽ do địa phương đề nghị lên.
Ngày 20 tháng 12 năm 1975, Bộ Chính trị ban hành Nghị quyết số 19/NQ về việc hợp nhất tỉnh Cần Thơ (bao gồm cả huyện Thốt Nốt của tỉnh Long Xuyên), tỉnh Sóc Trăng thành một tỉnh mới, tên gọi tỉnh mới cùng với nơi đặt tỉnh lỵ sẽ do địa phương đề nghị lên.
Ngày 24 tháng 2 năm 1976, Chính phủ Cách mạng lâm thời Cộng hòa miền Nam Việt Nam ban hành Nghị định số 3/NQ/1976 về việc hợp nhất tỉnh Cần Thơ, tỉnh Sóc Trăng và thành phố Cần Thơ thành một tỉnh mới, lấy tên là tỉnh Hậu Giang.
Ngày 7 tháng 7 năm 1982, Hội đồng Bộ trưởng ban hành Quyết định số 111-HĐBT về việc chia xã Đại Tâm thương huyện Mỹ Xuyên thành xã Đại Tâm và xã Đại Trí.
Ngày 16 tháng 9 năm 1989, Hội đồng Bộ trưởng ban hành Quyết định số 128-HĐBT về việc sáp nhập xã Đại Trí vào xã Đại Tâm.
Sau khi phân vạch địa giới hành chính:
- Thị trấn Mỹ Xuyên có 1.175,45 ha diện tích tự nhiên và 15.202 nhân khẩu.
- Xã Đại Tâm có 3.290,05 ha diện tích tự nhiên và 14.334 nhân khẩu.

Ngày 26 tháng 12 năm 1991, Quốc hội ban hành Nghị quyết về việc chia tỉnh Hậu Giang thành tỉnh Cần Thơ và tỉnh Sóc Trăng.
Ngày 30 tháng 10 năm 1995, Chính phủ ban hành Nghị định số 70-CP về việc thành lập Phường 10 thuộc thị xã Sóc Trăng trên cơ sở 124,4 ha diện tích tự nhiên và 48 nhân khẩu của Phường 3; 416,63 ha diện tích tự nhiên và 2.873 nhân khẩu của xã Đại Tâm thuộc huyện Mỹ Xuyên.
Phường 10 có 514,03 ha diện tích tự nhiên và 2.921 nhân khẩu.
Ngày 26 tháng 11 năm 2003, Quốc hội ban hành Nghị quyết số 22/2003/QH11 về việc chia tỉnh Cần Thơ thành thành phố Cần Thơ trực thuộc trung ương và tỉnh Hậu Giang.
Ngày 8 tháng 2 năm 2007, Chính phủ ban hành Nghị định số 22/2007/NĐ-CP về việc thành lập thành phố Sóc Trăng thuộc tỉnh Sóc Trăng. Phường 10 trực thuộc thành phố Sóc Trăng.
Ngày 23 tháng 12 năm 2009, Chính phủ ban hành Nghị quyết số 64/NQ-CP về việc:
- Thành lập huyện Trần Đề thuộc tỉnh Sóc Trăng.
- Thị trấn Mỹ Xuyên và xã Đại Tâm thuộc huyện Mỹ Xuyên.

Ngày 27 tháng 3 năm 2024, UBND huyện Mỹ Xuyên ban hành Thông báo số 08/TB-UBND về việc di dời huyện lỵ từ thị trấn Mỹ Xuyên đến Khu hành chính mới huyện Mỹ Xuyên tại đường Tỉnh lộ 940, ấp Hòa Phuông, xã Hòa Tú 1.
Tính đến ngày 31/12/2024:
- Phường 10 có 4 khóm: 1, 2, 3, Tâm Trung.
- Thị trấn Mỹ Xuyên có 4 ấp: Châu Thành, Chợ Cũ, Hòa Mỹ, Vĩnh Xuyên.
- Xã Đại Tâm có 8 ấp: Đại Ân, Đại Chí, Đại Nghĩa Thắng, Đại Thành, Tâm Kiên, Tâm Lộc, Tâm Phước, Tâm Thọ.

Ngày 12 tháng 6 năm 2025, Quốc hội ban hành Nghị quyết số 202/2025/QH15 về việc sắp xếp đơn vị hành chính cấp tỉnh (nghị quyết có hiệu lực từ ngày 12 tháng 6 năm 2025). Theo đó, sáp nhập tỉnh Hậu Giang và tỉnh Sóc Trăng vào thành phố Cần Thơ.
Ngày 16 tháng 6 năm 2025, Ủy ban Thường vụ Quốc hội ban hành Nghị quyết số 1668/NQ-UBTVQH15 về việc sắp xếp các đơn vị hành chính cấp xã của thành phố Cần Thơ năm 2025 (nghị quyết có hiệu lực từ ngày 16 tháng 6 năm 2025). Theo đó, thành lập phường Mỹ Xuyên thuộc thành phố Cần Thơ trên cơ sở toàn bộ 25,86 km² diện tích tự nhiên, quy mô dân số là 20.666 người của xã Đại Tâm; toàn bộ 14,94 km² diện tích tự nhiên, quy mô dân số là 24.137 người của thị trấn Mỹ Xuyên thuộc huyện Mỹ Xuyên và toàn bộ 7,54 km² diện tích tự nhiên, quy mô dân số là 6.966 người của Phường 10 thuộc thành phố Sóc Trăng, tỉnh Sóc Trăng.
Phường Mỹ Xuyên có 48,34 km² diện tích tự nhiên và quy mô dân số là 51.769 người.